# Manitowoc (hrabstwo Manitowoc)
Manitowoc – miejscowość w Stanach Zjednoczonych, w stanie Wisconsin, w hrabstwie Manitowoc.